# Massive Attack E.P.
Massive Attack E.P. è il primo EP del gruppo musicale britannico Massive Attack, pubblicato il 10 febbraio 1992 dalla Wild Bunch Records.
In Australia l'EP è uscito con il sottotitolo Be Thankful for What You've Got, contenente in più il brano omonimo presente nel primo album in studio Blue Lines.

## Tracce

### Edizione europea
CD, 12"
1. Hymn of the Big Wheel (Nellee Hooper Mix) – 5:50 (Grant Marshall, Andrew Vowles, Robert Del Naja, Neneh Cherry, Horace Andy)
2. Home of the Whale – 4:08 (Owen Hand)
3. Be Thankful (Paul Oakenfold Mix) – 6:13 (William DeVaughn)
4. Any Love (Larry Heard Mix) – 4:27 (David Wolinski)

7"
- Lato A

1. Hymn of the Big Wheel (Nellee Hooper Mix) – 4:47 (Grant Marshall, Andrew Vowles, Robert Del Naja, Neneh Cherry, Horace Andy)
2. Home of the Whale – 4:02 (Owen Hand)

- Lato B

1. Be Thankful (Paul Oakenfold Mix) – 4:36 (William DeVaughn)
2. Any Love (Larry Heard Mix) – 4:27 (David Wolinski)

### Edizione australiana
1. Be Thankful for What You've Got – 4:11 (William DeVaughn)
2. Hymn of the Big Wheel (Nellee Hooper Mix) – 5:50 (Grant Marshall, Andrew Vowles, Robert Del Naja, Neneh Cherry, Horace Andy)
3. Home of the Whale – 4:08 (Owen Hand)
4. Be Thankful (Paul Oakenfold Mix) – 6:13 (William DeVaughn)
5. Any Love (Larry Heard Mix) – 4:27 (David Wolinski)